# CV-149
CV-149 (Castellón - Benicasim, en valenciano y oficialmente Castelló - Benicàssim), carretera valenciana, principal enlace, como su nombre indica, entre las ciudades de Castellón y Benicasim.

## Nomenclatura
La carretera CV-149 pertenece a la red de carreteras de la Generalidad Valenciana. Su nombre está formado por las iniciales CV, que indica que es una carretera autonómica de la Comunidad Valenciana, y el 149 es el número que recibe según el orden de nomenclaturas de las carreteras de la CV.

## Historia
- La carretera CV-149 es una vía de nueva construcción, entre Castellón y el L.M. de Banicasim, y el resultado de desdoblar la antigua CV-144 entre este punto y Benicasim.

La CV-149 es una carretera creada para desahogar la N-340 entre las ciudades de Castellón y Benicàssim (sobre todo en época estival). Inaugurada en mayo de 2007, ya nació con polémica, ya que el doble carril de esta carretera solo existía, en un primer momento, hasta el límite municipal de Benicàssim (cno. de La Raya), teniendo en cuenta que desde este punto hasta la propia ciudad de Benicàssim distan varios kilómetros, en los que existe una precaria carretera con algunas glorietas (donde se crearían retenciones) y, sobre todo, con un solo carril para cada sentido. 
Actualmente, y pese a que se ha prolongado la carretera con doble calzada hasta el futuro bulevar ferroviario de Benicàssim, éste solo es, por el momento, un proyecto del cual pasarán aún varios años hasta que se acabe. Lo que provoca que, una vez el tráfico llega a esta glorieta creada para la futura prolongación de la CV-149 por dicho bulevar, éste tiene que desviarse por un tramo de la antigua carretera CV-144 que, aunque ha tomado la nueva nomenclatura CV-149, no ha sido desdoblado con lo que, en periodo estival, se forman grandes retenciones, pasando de una "autovía" semiurbana a una carretera con glorietas y un solo carril para cada sentido.

## Trazado actual
La CV-149 comienza en una glorieta en la Ronda norte de Castellón y en el extremo de la Avenida Barcelona. Durante el primer kilómetro, la vía se traza en sentido norte, para girar ligeramente hacia el este, y colocarse paralela a la vía de ferrocarril. A partir de ese punto, la carretera va completamente recta, cruzando varios caminos rurales (Caminas y San Antonio), y 2 kilómetros y medio más adelante, se vuelve a separar de la vía del tren, cruzando mediante un paso elevado una glorieta que distribuye varias salidas a caminos rurales, así como la vía de ferrocarril de acceso al puerto de Castellón. Tras descender del mismo, en poco más de 1 kilómetro, la vía llega a una glorieta, en este caso a nivel, que organiza las salidas al Camino de la Raya de Benicasim y las vías de servicio de la CV-149.
Tras cruzarla, la carretera realiza una larga subida de más de 1300 metros de longitud, para desembocar a otra glorieta, que en el futuro permitirá, con la construcción de un bulevar, un acceso más rápido y directo al centro de Benicasim. En dicha glorieta, la vía gira 90° a la derecha, para llegar a otra rotonda, donde vuelve a girar 90° a la izquierda, y así entrar en la zona de las villas de Benicasim, dando por finalizado su recorrido.
Hay que tener especial cuidado porque en el sentido Benicasim-Castellón, kilómetro 6 antes de llegar a la tercera rotonda, existe una cámara de tráfico. Actualmente, en ese tramo entre la segunda y la tercera rotonda, el límite de velocidad a la que hay que circular es a 80 km/h. En el segundo tramo, a partir de la tercera rotonda, el límite de velocidad es de 100 km/h.

## Recorrido
| Velocidad | Esquema                                                                            | Esquema | Esquema                                                                                         | Notas |
| --------- | ---------------------------------------------------------------------------------- | ------- | ----------------------------------------------------------------------------------------------- | ----- |
|           | avda. Barcelona Hospital General centro ciudad - parque Ribalta                    |         |                                                                                                 |       |
|           | rondas Auditorio y Palacio de Congresos avda. del Mar Grao - playas CV-18 Almazora |         | rondas AP-7 E-15 N-340 Valencia - Tarragona CV-10 Puebla Tornesa - Valencia Universidad Jaime I |       |
| Genérica  | Comienzo de la carretera CV-149                                                    |         | Fin de la carretera CV-149                                                                      |       |
|           | CASTELLÓN                                                                          |         | CASTELLÓN                                                                                       |       |
|           | Grao - puerto                                                                      |         |                                                                                                 |       |
|           | Cº San Francisco                                                                   |         | Cº San Francisco PN Desierto de las Palmas apeadero de las Palmas                               |       |
|           | Cº de la Raya de Benicasim playas                                                  |         | CV-144a N-340 Valencia - Tarragona                                                              |       |
|           |                                                                                    |         | Benicasim                                                                                       |       |
|           | camino                                                                             |         |                                                                                                 |       |
| Genérica  | Fin de la carretera CV-18                                                          |         | Comienzo de la carretera CV-18                                                                  |       |
|           | Avda. Mohino playas                                                                |         | Avda. Mohino AP-7 E-15 Valencia - Barcelona N-340 Castellón - Tarragona                         |       |
|           | Gran Avenida Jaime I Benicasim Oropesa (por la costa)                              |         |                                                                                                 |       |

### Eje litoral
Esta vía forma parte del llamado "Eje Litoral" o "Eje Nules-Benicasim", que mediante esta vía CV-149', las Rondas Este y Norte de Castellón y la carretera CV-18 entre la última y Nules, une las poblaciones de Nules y Burriana con Benicasim y su costa, con una vía de doble calzada.

## Futuro de la CV-149
En un futuro la CV-149 continuará formando un bulevar.

## Tramos
| Denominación | Tramo                                                                               | Kilómetros | Año servicio |
| ------------ | ----------------------------------------------------------------------------------- | ---------- | ------------ |
| CV-149       | Ronda norte Av. Barcelona Castellón - Av. Mohíno G. Av. Jaime I Benicassim (villas) | 7,7        | 2007         |
| CV-149       | Monument al Dia de les Paelles (Rotonda Benicassim) - Av. Ferrocarril               | 0,5        | 2021         |